# Denton Mateychuk
Denton Mateychuk, född 12 juli 2004, är en kanadensisk professionell ishockeyback som är kontrakterad till Columbus Blue Jackets i National Hockey League (NHL) och spelar för Cleveland Monsters i American Hockey League (AHL).
Han har tidigare spelat för Moose Jaw Warriors i Western Hockey League (WHL).
Mateychuk draftades av Columbus Blue Jackets i första rundan i 2022 års draft som 12:e spelare totalt.
Han är syssling till Owen Pickering.

## Statistik
| 2017–2018  | Eastman Selects U15   | WAAA       | 27  | 5  | 12  | 17  | 6  | —  | —  | —  | —  | — |
| 2018–2019  | Eastman Selects U15   | WAAA       | 36  | 23 | 38  | 61  | 12 | —  | —  | —  | —  | — |
|            | Eastman Selects U17   | WAAA       | 5   | 2  | 3   | 5   | 0  | —  | —  | —  | —  | — |
| 2019–2020  | Eastman Selects U18   | MU18HL     | 30  | 13 | 17  | 30  | 0  | 6  | 1  | 2  | 3  | 2 |
|            | Moose Jaw Warriors    | WHL        | 7   | 1  | 1   | 2   | 0  | —  | —  | —  | —  | — |
| 2020–2021  | Steinbach Pistons     | MJHL       | 8   | 1  | 2   | 3   | 4  | —  | —  | —  | —  | — |
|            | Moose Jaw Warriors    | WHL        | 16  | 2  | 7   | 9   | 8  | —  | —  | —  | —  | — |
| 2021–2022  | Moose Jaw Warriors    | WHL        | 65  | 13 | 51  | 64  | 15 | 10 | 1  | 9  | 10 | 2 |
| 2022–2023  | Moose Jaw Warriors    | WHL        | 63  | 8  | 57  | 65  | 28 | 10 | 3  | 5  | 8  | 0 |
| 2023–2024  | Moose Jaw Warriors    | WHL        | 52  | 17 | 58  | 75  | 31 | 20 | 11 | 19 | 30 | 2 |
|            | Cleveland Monsters    | AHL        | —   | —  | —   | —   | —  | 4  | 0  | 3  | 3  | 0 |
| 2024–2025  | Columbus Blue Jackets | NHL        | 1   | 0  | 0   | 0   | 0  | —  | —  | —  | —  | — |
|            | Cleveland Monsters    | AHL        | 27  | 9  | 16  | 25  | 10 | —  | —  | —  | —  | — |
| NHL totalt | NHL totalt            | NHL totalt | 1   | 0  | 0   | 0   | 0  | —  | —  | —  | —  | — |
| AHL totalt | AHL totalt            | AHL totalt | 27  | 9  | 16  | 25  | 10 | 4  | 0  | 3  | 3  | 0 |
| WHL totalt | WHL totalt            | WHL totalt | 203 | 41 | 174 | 215 | 82 | 40 | 15 | 33 | 48 | 4 |

### Internationellt
| Källa: Uppdaterad: 2024-12-24 | Källa: Uppdaterad: 2024-12-24 | Källa: Uppdaterad: 2024-12-24 |         | Utv = Utvisningsminuter | Utv = Utvisningsminuter | Utv = Utvisningsminuter | Utv = Utvisningsminuter | Utv = Utvisningsminuter |
| År                            | Lag                           | Mästerskap                    | Matcher | Mål                     | Assists                 | Poäng                   | Utv                     |                         |
| ----------------------------- | ----------------------------- | ----------------------------- | ------- | ----------------------- | ----------------------- | ----------------------- | ----------------------- | ----------------------- |
| 2021                          | Kanada                        | U18-VM                        | 3       | 0                       | 0                       | 0                       | 0                       |                         |
| 2022                          | Kanada                        | JVM                           | 5       | 0                       | 4                       | 4                       | 0                       |                         |
| Junior totalt                 | Junior totalt                 | Junior totalt                 | 8       | 0                       | 4                       | 4                       | 0                       |                         |